# Lepyrotica
Lepyrotica is een geslacht van vlinders van de familie echte motten (Tineidae).

## Soorten
- L. acantha Davis, 1994
- L. brevistrigata (Walsingham, 1897)
- L. delotoma (Meyrick, 1919)
- L. diluticornis (Walsingham, 1897)
- L. fragilella (Walsingham, 1897)
- L. reduplicata (Walsingham, 1897)
- L. scardamyctis Meyrick, 1921